# Antechinus minimus
Antechinus minimus là một loài động vật có vú trong họ Dasyuridae, bộ Dasyuromorphia. Loài này được É. Geoffroy mô tả năm 1803.

## Hình ảnh

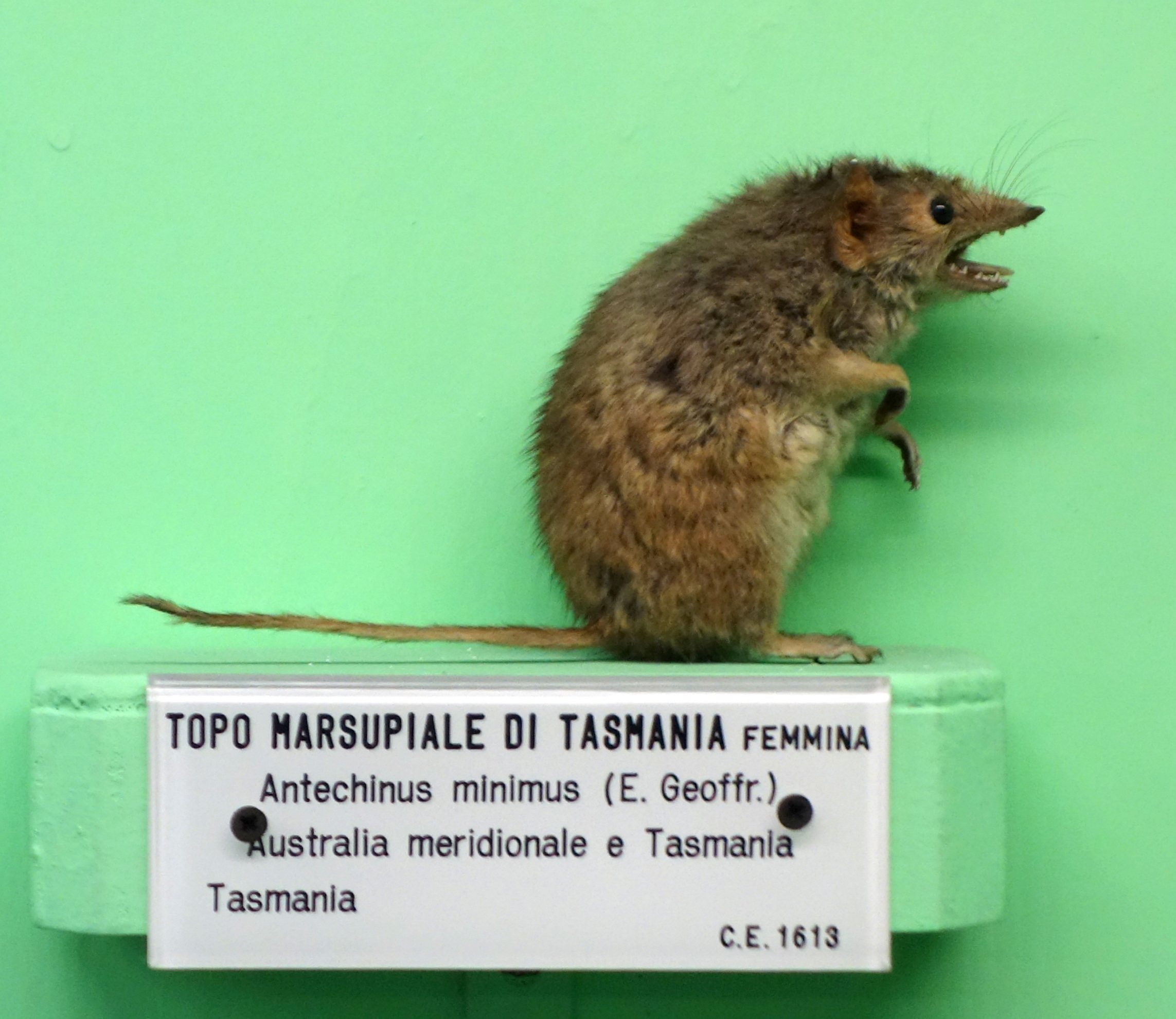
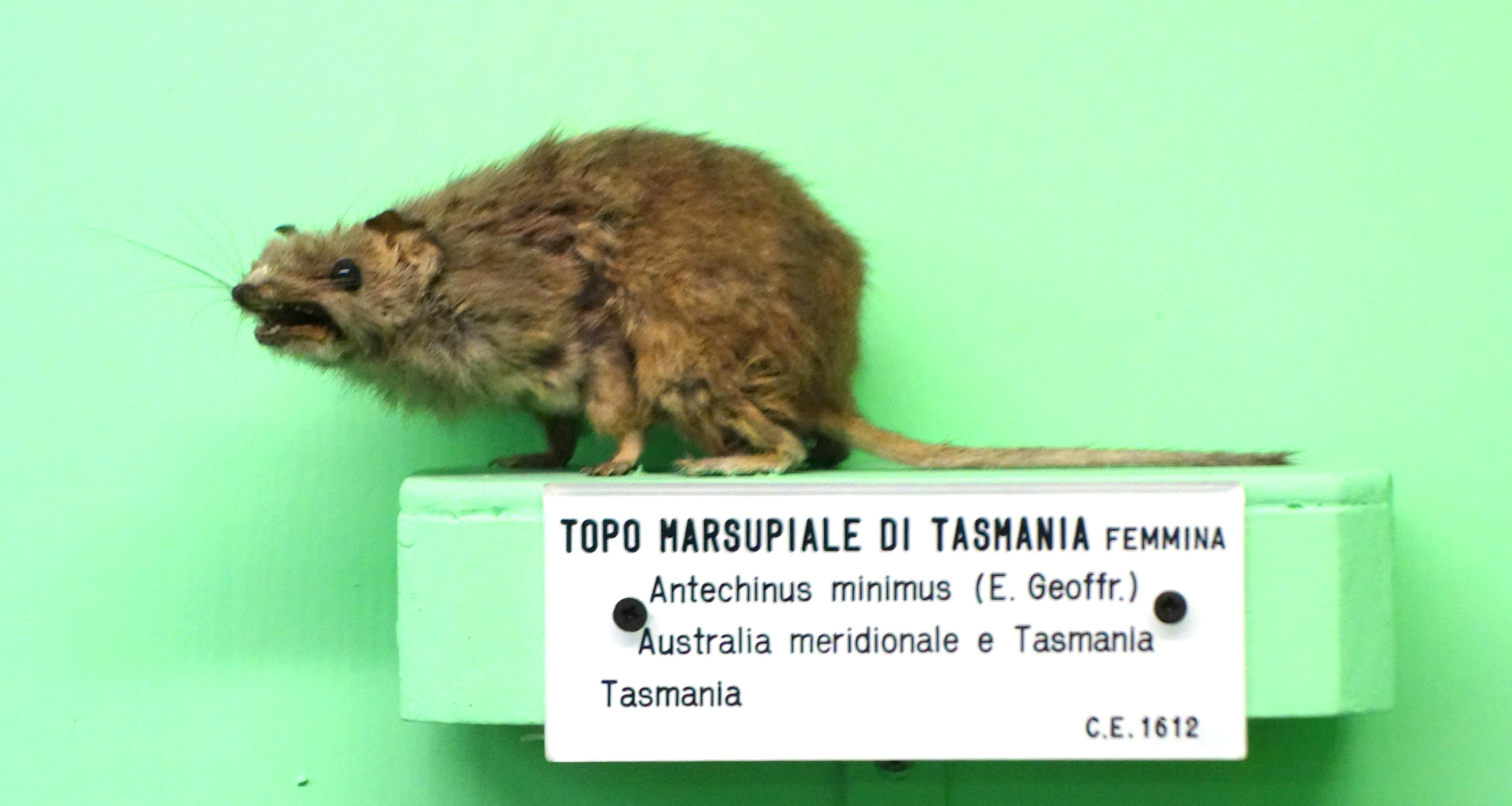